# Jiří Jeslínek
Jiří Jeslínek (* 30. September 1987 in Prag) ist ein tschechischer Fußballspieler.

## Vereinskarriere
Jeslínek begann mit dem Fußballspielen im Alter von fünf Jahren bei Dukla Prag. 1997 wechselte der Stürmer in die Juniorenabteilung von Sparta Prag, dort schaffte er in der Saison 2005/06 den Sprung in den Profikader und absolvierte drei Spiele für Sparta. Im Herbst 2006 war er an den SK Dynamo České Budějovice ausgeliehen, im Frühjahr an den FK Siad Most und in der Hinrunde der Saison 2007/08 an den SK Kladno, wo ihm sein Durchbruch gelang. Im Januar 2008 wurde er von Sparta Prag zurückgeholt. 
Im September 2008 wurde Jeslínek erneut verliehen, diesmal an den FK Bohemians Prag. Anfang 2009 kehrte Jeslínek zu Sparta Prag zurück. Im September 2009 wurde Jeslínek erneut an Bohemians Prag verliehen. Zur Saison 2010/11 kehrte der Stürmer zu Sparta zurück. Im Frühjahr 2014 wurde vom kasachischen Erstligisten Tobol Qostanai unter Vertrag genommen.